# 油茶
油茶（学名：Camellia oleifera），俗稱大果油茶（相對於小果油茶，即短柱山茶），是山茶科山茶属的植物。油茶种子包含脂肪，榨出的茶油色清味香，营养丰富。榨油後剩下的茶籽可作清潔劑。
在台灣，油茶又俗稱苦茶，所以其種子榨出之油，又稱苦茶油。

## 形态
常绿小乔木，树高2～6米，淡褐色光滑的树皮；革质单叶互生；白色花两性；球形、扁圆形、橄榄形蒴果；褐色或黑色三角状种子，有光泽。

## 分布
分布於越南、缅甸北部、中国大陆的黄河以南各省区，其中湖南省、江西省、广西自治区为主要栽培区。生长于海拔150～2,050米的地区，常生长在山坡灌丛、山坡、路边、山坡路边常绿林中、阔叶林中、山坡林中、灌丛中及阳坡。

## 外部連結
- 油茶, Youcha （页面存档备份，存于） 藥用植物圖像數據庫 (香港浸會大學中醫藥學院) （繁體中文）（英文）